# Торрен, Рожер
Роже́р Торре́н-и-Рамио́ (исп. Roger Torrent i Ramió; род. 19 июля 1979, Саррия-де-Тер, Каталония) — каталонский политик, депутат Парламента Каталонии X, XI, XII созывов. Председатель Парламента Каталонии в 2018—2021 годах.

## Биография
Рожер Торрен — дипломированный политолог, выпускник Барселонского автономного университета. Работал специалистом в администрации родного города. В 1998 году вступил в молодёжную организацию «Левых республиканцев Каталонии» и с 2000 года состоит в самой партии. С 1999 года в возрасте 20 лет занял должность советника мэрии Саррья-де-Тер и в 2007 году был избран мэром от «Конвергенции и Союза». Переизбирался мэром на выборах 2011 и 2015 годов.
На выборах 2012 года Рожер Торрен был избран депутатом Парламента Каталонии от «Левых республиканцев Каталонии». На досрочных парламентских выборах 2015 года Торрен подтвердил свой депутатский мандат от «Вместе за «Да»» и был назначен пресс-секретарём своей парламентской группы. На парламентских выборах 2017 года Торрен был избран депутатом от объединения «Левые республиканцы Каталонии — Каталония — да». 17 января 2018 года Рожер Торрен был избран председателем Парламента Каталонии, получив 65 (из 135) голосов. Он сменил на этой посту Карме Форкадель и стал самым молодым из занимавших эту должность. В своей инаугурационной речи Рожер Торрен обещал восстановить единство каталонского общества и его институты, пострадавшие от применения 155-й статьи Конституции Испании.